# Folke Bernadotte
Folke Bernadotte af Wisborg (Stockholm, 2. siječnja 1895. – Jeruzalem, Izrael, 17. rujna 1948.), bio je švedski grof, jedan od vođa Crvenog križa i diplomat. Bio je sin princa Oscara Bernadottea, iz švedske kraljevske dinastije Bernadotte, i Ebbe Munck od Fulkila.
Ujedinjeni narodi ga šalju 1948. u Palestinu kao glavnog posrednika, da bi između ostalog postigao prekid vatre između Izraela i Arapa. Tijekom zadatka u Jeruzalemu biva ubijen od izraelskih ekstremista 17. rujna 1948. Iza napada je stajala grupa Lehi, kojoj je jedan od vođa bio Jichak Šamir, kasnije predsjednik vlade Izraela, no to nikada nije dokazano